# آغاسی کاراپتیان
آغاسی وارطانی کاراپتیان (ارمنی: Աղասի Վարդանի Կարապետյան ) سیاستمدار اهل ارمنستان بود که از تاریخ ۲۹ مارس ۱۹۵۱ تا تاریخ مارس ۱۹۵۹ سمت وزارت دادگستری ارمنستان را برعهده داشت.

## یادداشت
1. ↑  Արդարադատության մինիստրներ